# 荷包果
荷包果（学名：Kaliphora madagascariensis），也叫扁果树，是荷包果属的唯一种，生长在马达加斯加岛东部，是当地的特有种，灌木或小乔木，生长在潮湿的丛林或森林中。
荷包果属在克朗奎斯特分类法中是被分到田基麻科中，1998年根据基因亲缘关系分类的APG 分类法将其单独分为一个科，但无法列入任何一个目中，属于系属不清的科，2003年经过修订的APG II 分类法又将这个属列入新分出的瓶头梅科，不承认有扁果树科。